# Comanche County (Texas)
Comanche County je okres ve státě Texas v USA. K roku 2010 zde žilo 13 974 obyvatel. Správním městem okresu je Comanche. Celková rozloha okresu činí 2 455 km². Pojmenován je podle indiánského kmene Komančů.